# The Works Tour
The Works Tour — один из крупнейших концертных туров британской рок-группы Queen. В рамках этого тура Queen посетили рок-фестиваль Rock in Rio, а также выпустили на VHS две концертных записи: «Live in Rio» и «We Are the Champions: Final Live in Japan», записанные 12 и 19 января 1985 года в Рио-де-Жанейро и 11 мая того же года в Yoyogi National Gymnasium, в Токио.

## Сет-лист
1. Machines (Or 'Back to Humans') (вступление, запись)
2. Tear It Up
3. Tie Your Mother Down
4. Under Pressure
5. Somebody to Love
6. Killer Queen
7. Seven Seas of Rhye
8. Keep Yourself Alive
9. Liar
10. Экспромт
11. It's a Hard Life
12. Dragon Attack
13. Now I'm Here
14. Is This the World We Created...?
15. Love of My Life
16. Stone Cold Crazy/Great King Rat (европейская часть тура)
17. Brighton Rock (начиная сразу с Гитарного соло Брайана Мэя)
18. Another One Bites the Dust
19. Hammer to Fall
20. Crazy Little Thing Called Love
21. Bohemian Rhapsody
22. Radio Ga Ga
23. I Want to Break Free
24. Jailhouse Rock
25. We Will Rock You
26. We Are the Champions
27. God Save the Queen (запись) (кроме Дублина)

Другие песни:
- Mustapha (вступление)

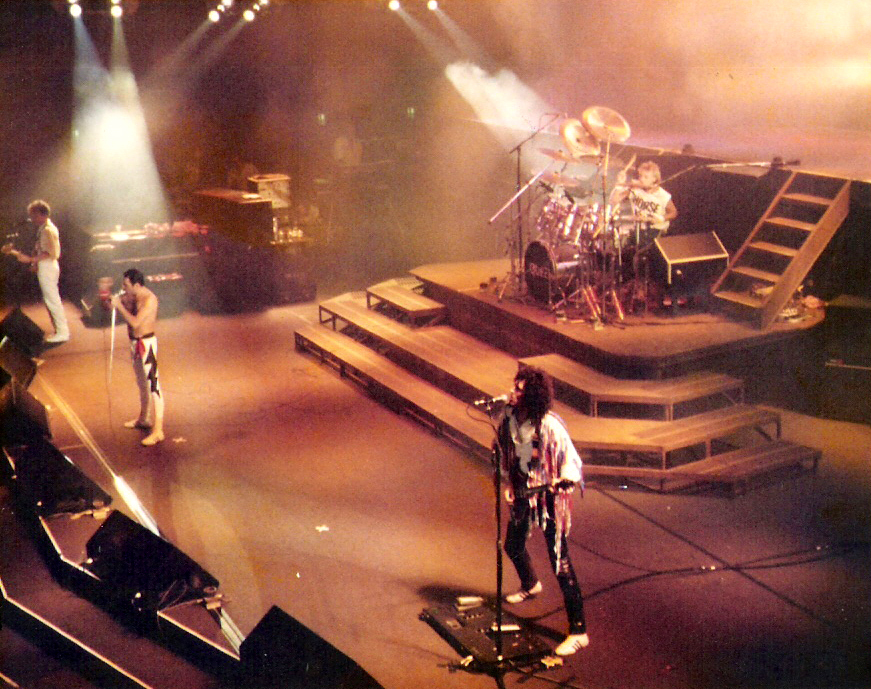
Выступление Queen во Франкфурте, 1984 год

- Увертюра (Дублин, вместо God Save the Queen)
- Staying Power (до Милана, 14 сентября 1984 года)
- Sheer Heart Attack (до Бирмингема, 1 сентября 1984 года)
- Not Fade Away (Лондон, 4 сентября 1984 года)
- Brahms' Lullaby (в середине Love of My Life)
- Saturday Night’s Alright for Fighting
- '39 (часть, Лейден)
- Dead on Time (в середине Keep Yourself Alive)
- Rock in Rio Blues — импровизация, позже была выпущена как сторона «Б» синглов A Winter's Tale и Too Much Love Will kill You
- Back Chat (Вена, 30 сентября 1984 года, в середине Another One Bites The Dust)
- Waltzing Matilda (во время гитарного соло) (Мельбурн, 20 апреля 1985 года; Сидней, 28 апреля 1985 года)
- Whole Lotta Shakin' Goin' On (Осака)
- Let Me Out (во время гитарного соло)
- My Fairy King (во время клавишной импровизации)
- The March of the Black Queen (во время клавишной импровизации)

## Расписание концертов
| Дата                       | Город                 | Страна         | Место проведения                                | Посещаемость    |
| -------------------------- | --------------------- | -------------- | ----------------------------------------------- | --------------- |
| Первый этап — Европа       |                       |                |                                                 |                 |
| 24 августа 1984            | Брюссель              | Бельгия        | Forest National (нидерл. Vorst Nationaal)       | 9 000           |
| 28 августа 1984            | Дублин                | Ирландия       | RDS Simmons Hall                                | 12 500          |
| 29 августа 1984            | Дублин                | Ирландия       | RDS Simmons Hall                                | 12 500          |
| 31 августа 1984            | Бирмингем             | Англия         | National Exhibition Centre                      | 14 500          |
| 1 сентября 1984            | Бирмингем             | Англия         | National Exhibition Centre                      | 14 500          |
| 2 сентября 1984            | Бирмингем             | Англия         | National Exhibition Centre                      | 14 500          |
| 4 сентября 1984            | Лондон                | Англия         | Уэмбли Арена                                    | 12 000          |
| 5 сентября 1984            | Лондон                | Англия         | Уэмбли Арена                                    | 12 000          |
| 7 сентября 1984            | Лондон                | Англия         | Уэмбли Арена                                    | 12 000          |
| 8 сентября 1984            | Лондон                | Англия         | Уэмбли Арена                                    | 12 000          |
| 11 сентября 1984           | Дортмунд              | ФРГ            | Westfalenhallen                                 | 16 424          |
| 14 сентября 1984           | Милан                 | Италия         | Палаццо делло спорт (итал. Palazzo dello sport) | 10 000 / 18 000 |
| 15 сентября 1984           | Милан                 | Италия         | Палаццо делло спорт (итал. Palazzo dello sport) | 8 000 / 18 000  |
| 16 сентября 1984           | Мюнхен                | Германия       | Олимпийский зал                                 | 12 000          |
| 18 сентября 1984           | Париж                 | Франция        | Аккорхотелс Арена                               | 17 000          |
| 20 сентября 1984           | Лейден                | Нидерланды     | Groenoordhallen                                 | 11 000          |
| 21 сентября 1984           | Брюссель              | Бельгия        | Forest National                                 | 9 000           |
| 22 сентября 1984           | Ганновер              | ФРГ            | Europahalle                                     | 9 000           |
| 24 сентября 1984           | Берлин                | ФРГ            | Deutschlandhalle                                | 11 000          |
| 26 сентября 1984           | Франкфурт             | ФРГ            | Festhalle                                       | 14 000          |
| 27 сентября 1984           | Штутгарт              | ФРГ            | Schleyerhalle                                   | 10 000          |
| 29 сентября 1984           | Вена                  | Австрия        | Винер Штадтхалле                                | 15 000          |
| 30 сентября 1984           | Вена                  | Австрия        | Винер Штадтхалле                                | 15 000          |
| Второй этап — Южная Африка |                       |                |                                                 |                 |
| 5 октября 1984             | Сан-Сити (Трансвааль) | ЮАР            | Sun City Super Bowl                             | 6 000           |
| 6 октября 1984             | Сан-Сити (Трансвааль) | ЮАР            | Sun City Super Bowl                             | 6 000           |
| 7 октября 1984             | Сан-Сити (Трансвааль) | ЮАР            | Sun City Super Bowl                             | 6 000           |
| 12 октября 1984            | Сан-Сити (Трансвааль) | ЮАР            | Sun City Super Bowl                             | 6 000           |
| 13 октября 1984            | Сан-Сити (Трансвааль) | ЮАР            | Sun City Super Bowl                             | 6 000           |
| 14 октября 1984            | Сан-Сити (Трансвааль) | ЮАР            | Sun City Super Bowl                             | 6 000           |
| 18 октября 1984            | Сан-Сити (Трансвааль) | ЮАР            | Sun City Super Bowl                             | 6 000           |
| 19 октября 1984            | Сан-Сити (Трансвааль) | ЮАР            | Sun City Super Bowl                             | 6 000           |
| 20 октября 1984            | Сан-Сити (Трансвааль) | ЮАР            | Sun City Super Bowl                             | 6 000           |
| Третий этап — Бразилия     |                       |                |                                                 |                 |
| 11 января 1985             | Рио-де-Жанейро        | Бразилия       | Rock in Rio                                     | 150 000         |
| 18 января 1985             | Рио-де-Жанейро        | Бразилия       | Rock in Rio                                     | 250 000         |
| Четвёртый этап — Австралия |                       |                |                                                 |                 |
| 13 апреля 1985             | Окленд                | Новая Зеландия | Стадион Маунт Смарт                             | 35 000          |
| 16 апреля 1985             | Мельбурн              | Австралия      | Sports & Entertainments Centre                  | 13 000          |
| 17 апреля 1985             | Мельбурн              | Австралия      | Sports & Entertainments Centre                  | 13 000          |
| 19 апреля 1985             | Мельбурн              | Австралия      | Sports & Entertainments Centre                  | 13 000          |
| 20 апреля 1985             | Мельбурн              | Австралия      | Sports & Entertainments Centre                  | 13 000          |
| 25 апреля 1985             | Сидней                | Австралия      | Sydney Entertainment Centre                     | 15 500          |
| 26 апреля 1985             | Сидней                | Австралия      | Sydney Entertainment Centre                     | 13 000          |
| 28 апреля 1985             | Сидней                | Австралия      | Sydney Entertainment Centre                     | 15 500          |
| 29 апреля 1985             | Сидней                | Австралия      | Sydney Entertainment Centre                     | 15 500          |
| Пятый этап — Япония        |                       |                |                                                 |                 |
| 8 мая 1985                 | Токио                 | Япония         | Ниппон Будокан                                  | 14 200          |
| 9 мая 1985                 | Токио                 | Япония         | Ниппон Будокан                                  | 14 200          |
| 11 мая 1985                | Токио                 | Япония         | Yoyogi Gymnasium                                | 13 300          |
| 13 мая 1985                | Нагоя                 | Япония         | Aichi Prefectural Gymnasium                     | 7 400           |
| 15 мая 1985                | Осака                 | Япония         | Osaka Castle Hall                               | 16 000          |
| Шестой этап — Live Aid     |                       |                |                                                 |                 |
| 13 июля 1985               | Лондон                | Англия         | Стадион Уэмбли                                  | 82 000          |

## Интересные факты
- Оформление сцены было основано на кадре из фильма «Метрополис»: были использованы огромные вращающиеся зубчатыми колёсами на задней части сцены и ярко освещённый городской пейзаж.
- Группа поменяла сессионного клавишника. Им стал Спайк Эдни, который играл на синтезаторах. Он и будет играть с группой по сей день[4].
- Во время исполнения «Another One Bites The Dust», кроме первого выступления в Брюсселе, Роджер Тейлор переключается на электронные ударные, придавая необычный звук, что не нравилось поклонникам группы.
- С 5 по 20 октября 1984 года группа дала концерты в Южной Африке в разгар эпохи апартеида, игнорируя культурный бойкот со стороны внешнего мира, и подверглась критике со стороны ряда музыкальных изданий — таких, как NME[5]. Группа также попала в «чёрный список» ООН из-за нарушения бойкота. Барабанщик группы, Роджер Тейлор, говорил, что им не повезло с Сан-Сити и что он хотел бы забыть об этом месте[6].
- Как говорил позднее Питер Фристоун, Фредди давали стероиды из-за проблем с горлом во время первых выступлений в Сан-Сити.
- На третий вечер (7 октября 1984 года) выступления в Сан-Сити, Фредди покинул сцену в слезах разочарования после четвёртой песни Somebody To Love. Фредди встал из-за фортепиано и покинул сцену. Зрительный зал потемнел, но вскоре толпа исполнила We Will Rock You хлопками и топами. Вскоре организатор концерта сообщил разочарованной публике, что шоу окончено. Как оказалось, по воспоминаниям члена съемочной группы, что многие шоу были субботними. Он также говорит, что Меркьюри так сильно отрывался вечером 6 октября, что пропустил саундчек в 14:00 на следующий день, и ему было настолько плохо, что его рвало за кулисами, и ему пришлось пропустить шоу с тремя песнями. Это единственный раз, когда группа не смогла закончить шоу, как и планировалось[7].
- Также на одном из концертов в Сан-Сити (предположительно) один из фанатов увидел, что Фредди как будто бы кашлял кровью и вытирал рот. Это могло быть ранним проявлением его болезни.
- 22 сентября 1984 года, в Ганновере, после исполнения «Hammer to Fall», Фредди падает со сцены и сильно повреждает ногу[8]. Ему помогают сесть за фортепиано, и группа сокращает выступление, вплоть до исполнения «Bohemian Rhapsody», «We Will Rock You» и «We Are the Champions». После выступления Фредди будет носить подтяжку на ноге до конца европейской части тура.
- 5 сентября 1984 года (38-й день рождения Меркьюри), на Уэмбли Арене, во время исполнения Love of My Life, Фредди останавливает выступление на середине, чтобы распаковать открытку на день рождения. Кроме того, когда он поёт строки «When I grow older», Меркьюри быстро говорит «thirty-eight (38)» и продолжает петь.[9]
- Группа установила рекорд по посещаемости концерта на фестивале Rock in Rio, играя для 250 000 человек[3] каждую ночь. Также это самая большая аудитория, для которой они когда-либо играли.
- 7 сентября 1984 года, на Уэмбли Арене, во время исполнения Jailhouse Rock, на сцену присоединяется гитарист Status Quo, Рик Парфитт[10].
- Концерт в Осаке 15 мая 1985 года мог быть последним, если бы группу не вовлекли на участие на Live Aid. Всё из-за внутренних разногласий и неразберихи, которые привели бы к распаду группы.